# Kościół Matki Boskiej Nieustającej Pomocy w Małomicach
Kościół Matki Boskiej Nieustającej Pomocy – polskokatolicki kościół parafialny w Małomicach, należący do dekanatu lubuskiego diecezji wrocławskiej.
Świątynia została wzniesiona w 1732 roku jako zbór ewangelicki dzięki staraniom ówczesnych właścicieli dóbr małomickich. Po 1945 roku była nieużytkowana i została częściowo zdewastowana. Po przejęciu przez parafię polskokatolicką została wyremontowana w latach 1982–1984. Jest to kościół reprezentujący styl barokowy, murowany, wzniesiony z cegły, założony na planie ośmiokąta z pięciokątną absydą od strony zachodniej i kolistą klatką schodową, częściowo wtopioną w mur północno-zachodniej ściany. Wnętrze nakrywa kopuła z latarnią. Elewacje rozczłonkowane są pilastrami oraz półkulistymi niszami. Świątynia nakryta jest dachem mansardowym z ośmioboczną latarnią, zwieńczoną baniastym dachem hełmowym. Do wyposażenia należy kilka kamiennych płyt nagrobnych, m.in. w stylu gotyckim z 1414 roku oraz kilka w stylu renesansowym z drugiej połowy XVI wieku z płaskorzeźbami, na których są przedstawione postacie rycerzy z rodu Kotwiczów i Miliczów.